# Zonopetala clerota
Zonopetala clerota är en fjärilsart som beskrevs av Edward Meyrick 1883. Zonopetala clerota ingår i släktet Zonopetala och familjen praktmalar, Oecophoridae. Inga underarter finns listade i Catalogue of Life.

## Bildgalleri

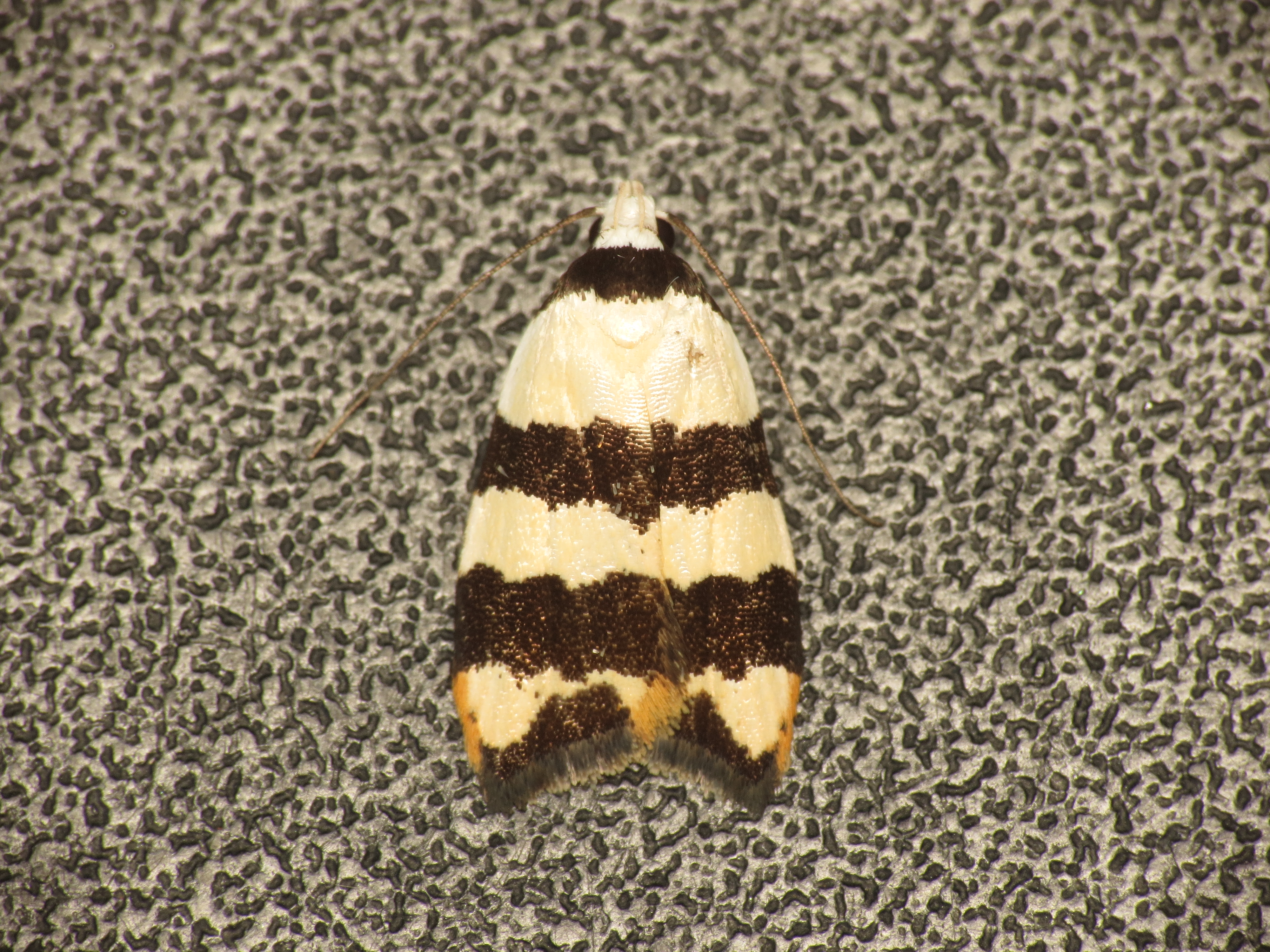
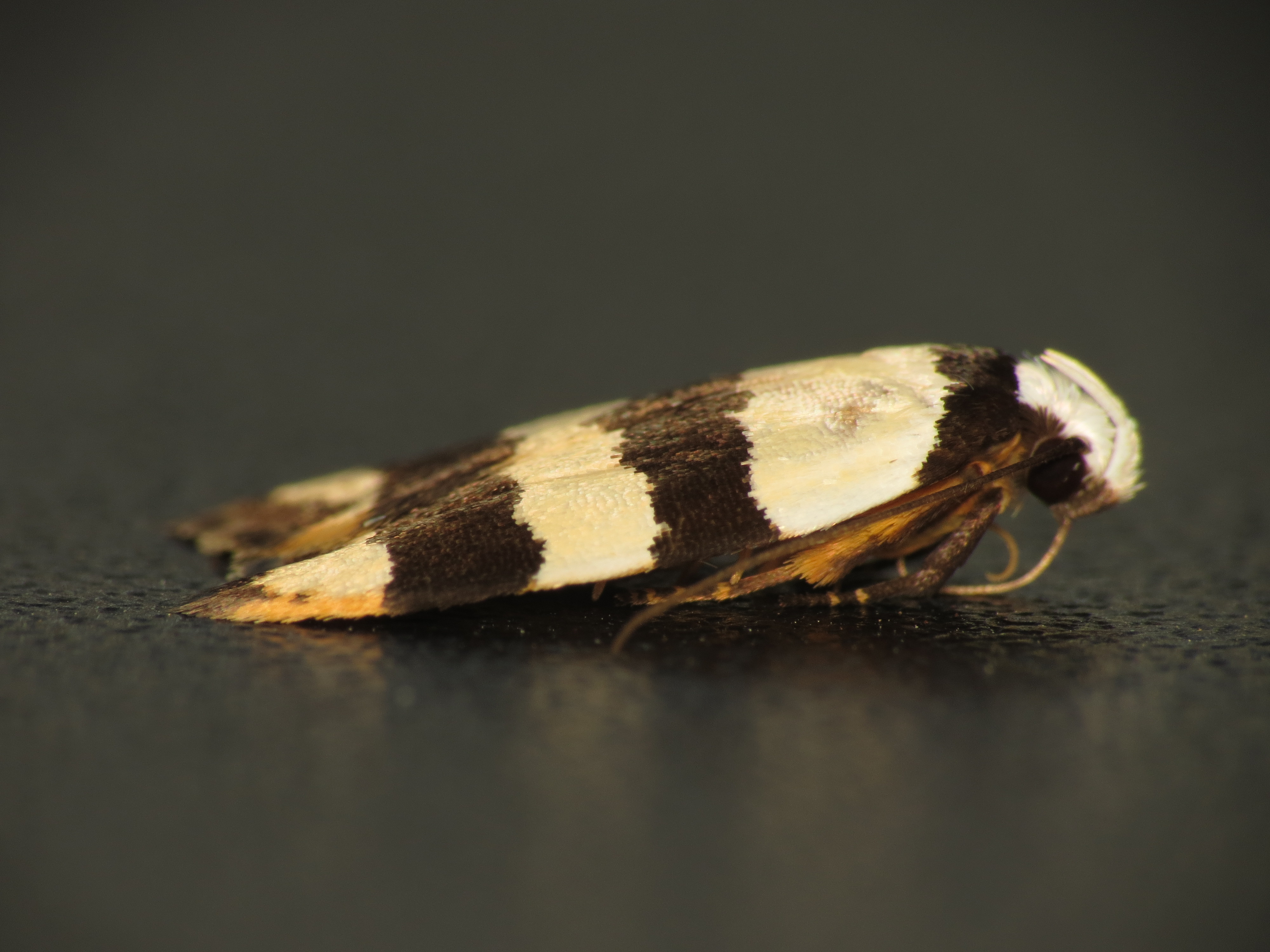
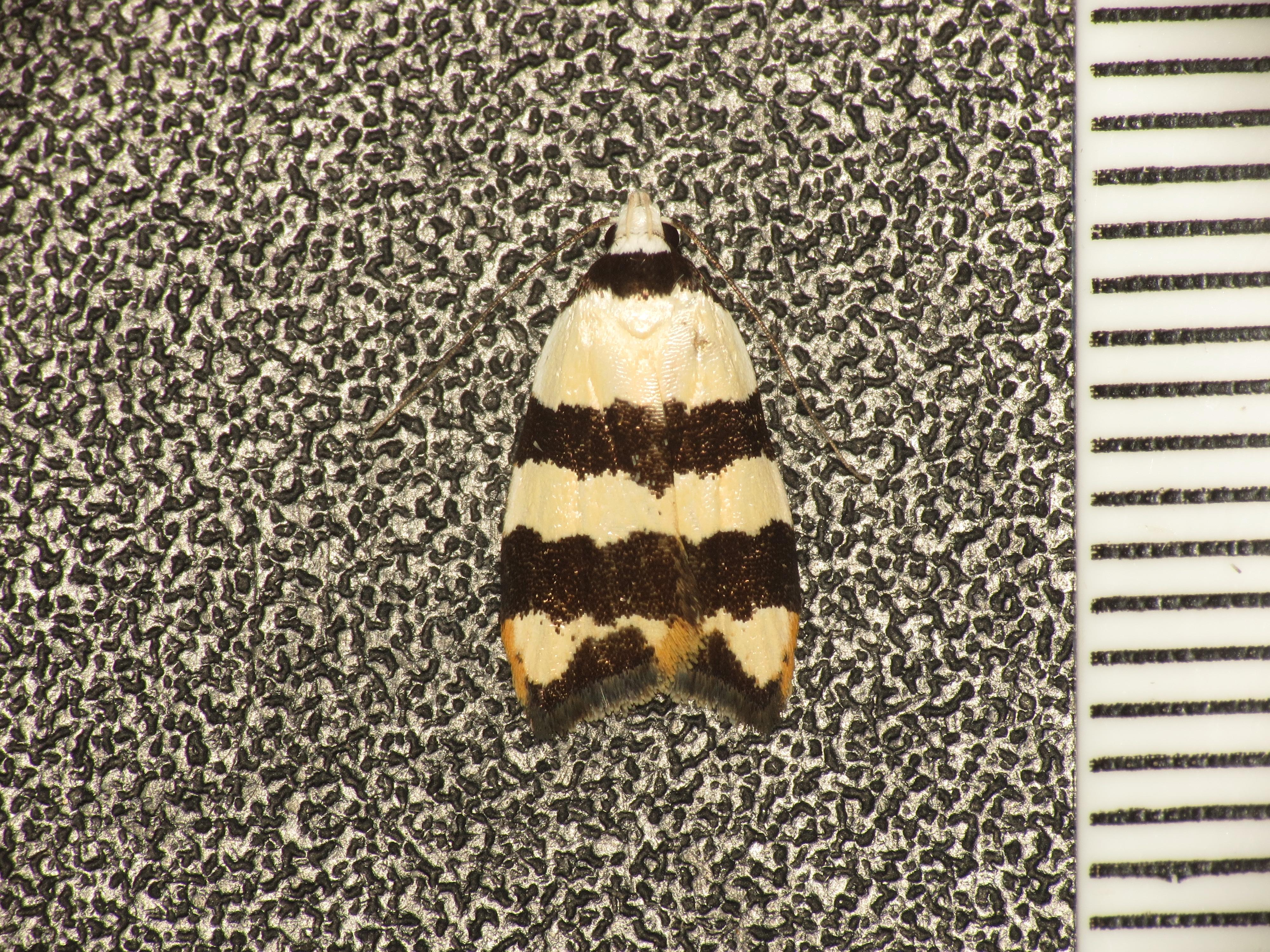
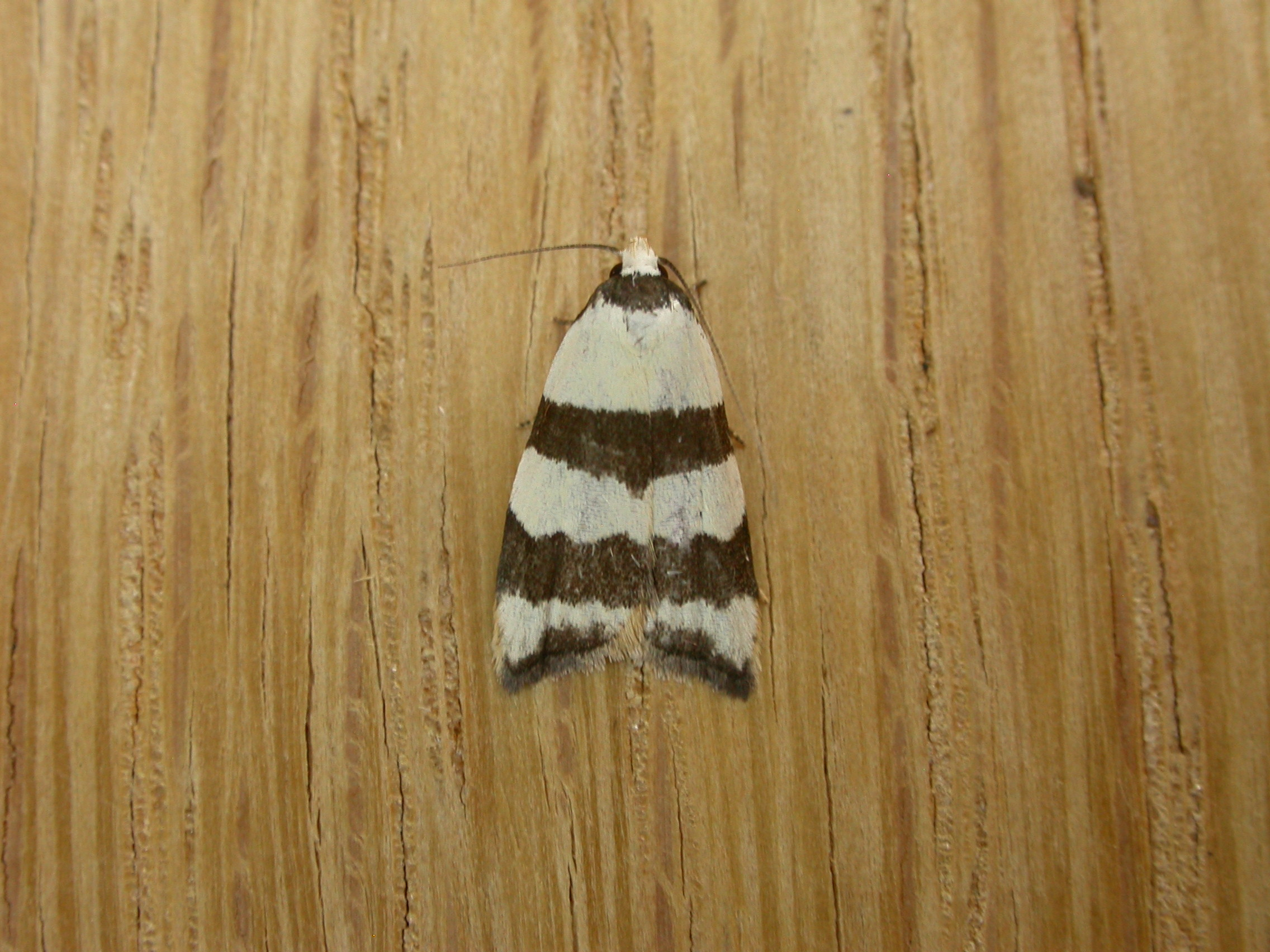